# Bringing Up Father

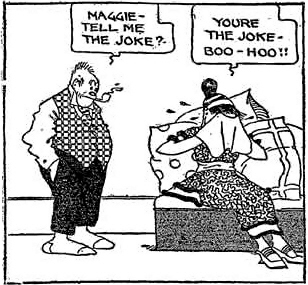
Jiggs und Maggie in einem Panel aus dem Jahr 1916

Bringing Up Father ist der bekannteste Comic des US-amerikanischen Zeichners George McManus. Der vom King Features Syndicate vertriebene daily strip wurde nach McManus’ Tod von mehreren Zeichnern und Autoren fortgesetzt und erschien vom Jahr 1913 bis zum Jahr 2000. In dieser Zeit wurde er diverse Male verfilmt. 

## Handlung und Stil

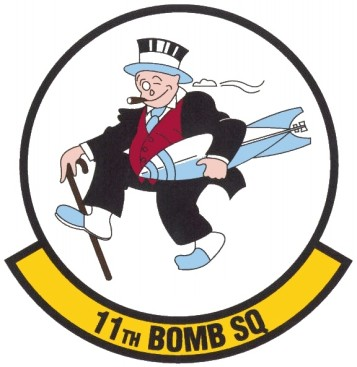
Jiggs als Maskottchen einer Fliegerstaffel

Der von dem 1890er-Jahre-Musical The Rising Generation von William Gill beeinflusste Comicstrip handelt von dem irischstämmigen Ziegeleiarbeiter Jiggs, der durch einen Lotteriegewinn zum Millionär wurde, und dessen Frau Maggie, die in einer Wäscherei arbeitet. Während Jiggs die Gewohnheiten seines alten Lebensstils beibehalten möchte, versucht Maggie das Leben einer Neureichen zu führen. Zur Familie gehört die Tochter Nora, die im Gegensatz zu ihren karikaturhaft gezeichneten Eltern mit fein gezeichneten Gesichtszügen aufwarten kann.
Neben der karikierenden Darstellung der beiden Hauptakteure nutzte insbesondere McManus die einzelnen Panels, um seine Figuren die Zeichenebene wechseln zu lassen.

## Veröffentlichung und Zeichner
Der erste Strip des von George McManus gezeichneten und vom King Features Syndicate vertriebenen Comicstrips wurde am 12. Januar 1913 veröffentlicht. Die erste Sonntagsseite folgte am 14. April 1918. McManus zeichnete den Strip bis zu seinem Tod. Danach übernahm Vernon Greene den Strip und führte ihn bis zu seinem eigenen Tod im Jahr 1965 fort. Die Sonntagsseiten wurden von Frank Fletcher übernommen, der Bringing Up Father von 1955 bis 1984 zu Texten von Bill Kavanagh zeichnete. Ebenfalls zu Texten von Bill Kavanagh zeichnete Hal Campagna von 1965 bis 1980 den Strip. Frank B. Johnson übernahm Bringing Up Father im Jahr 1981 und führte ihn bis zu dessen Einstellung im Jahr 2000 fort.
Der Strip wurde allein in den Vereinigten Staaten in bis zu 750 Zeitungen veröffentlicht. Nach Aussage von McManus zwei Jahre vor seinem Tod brachte ihm der Comic, der zu McManus’ Lebzeiten in 27 Sprachen übersetzt wurde, zwölf Millionen US-Dollar ein. In Deutschland wurde Bringing Up Father zeitweilig unter dem Titel Herr Schmerbauch veröffentlicht. Unter dem Titel Familie Trottel erschien Bringing Up Father in den Sonntagsbeilagen des Morgen-Journal’s, einer deutschsprachigen Ausgabe des New York Journal, die von Hearst 1890 bis 1918 herausgegeben wurde.
Bringing Up Father wurde diverse Male als Real- oder Zeichentrickfilm verfilmt. Bereits 1915 gab es einen ersten Film mit gleichlautendem Titel. In mehreren Realverfilmungen übernahm McManus die Rolle des Jiggs. Darüber hinaus entstand auf der Basis des Comics eine Komödie, die von mindestens sieben Bühnengesellschaften gleichzeitig aufgeführt wurde.

## Rezeption
Laut Andreas C. Knigge machen „McManus’ überlegen sicheres Spiel mit eleganten Linien und Flächen, begeisternde grafische Einfälle und gute Gags [...] Bringing Up Father zu einer der besten Zeitungsserien der ersten Hälfte des Jahrhunderts“.